# Karlmeinet

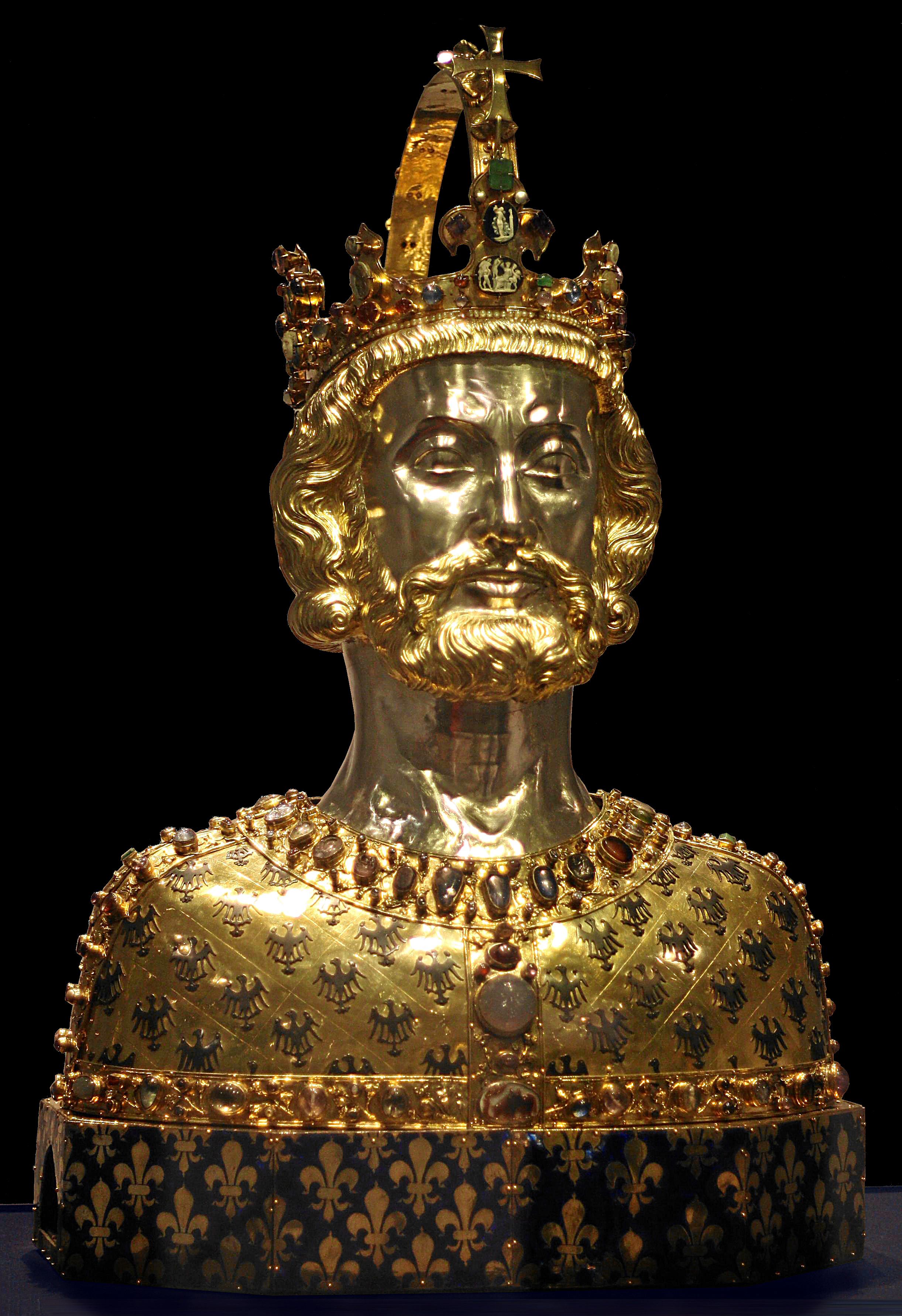
Karlsbüste in der Aachener Domschatzkammer

Das Karlmeinet (steht für Charlemagne, Karl der Große) ist eine große poetische ripuarische Kompilation aus dem 14. Jahrhundert.
Zwischen umgearbeiteten deutschen und niederländischen Gedichten wurden Partien aus der Karlssage eingeschoben, die u. a. aus dem Speculum historiale des Vinzenz von Beauvais stammen.
Neben einigen wenigen Bruchstücken aus früherer Zeit ist nur eine einzige, mit 36.000 Versen sehr umfassende Prachthandschrift überliefert, die als vollständig angesehen und auf das 15. Jahrhundert datiert wird.

## Inhalt und Struktur
Das Karlmeinet ist eine Kompilation aus verschiedenen Gedichten, die in der o. g. Handschrift durch Absätze deutlich voneinander getrennt sind. Als sinnvoll hat sich für die Literaturwissenschaft daher die Unterteilung in sechs Branchen erwiesen.

### Teil I
Der sogenannte Karl und Galie-Roman erzählt in rund 14.000 Versen eine Jugendgeschichte Karls.
Karl wird im Kindesalter nach dem Tod seines Vaters Pippins in die Obhut der Truchsesse Hanfrat und Hoderich übertragen, die ihm nach dem Leben trachten, um das Königreich zu erben. Mit List gelingt es den Verbündeten Karls, seinem alternden Erzieher David und dem kühnen Schenken Diederich, mit dem Junker ins spanische Toledo zu fliehen und vom dort ansässigen Heidenkönig Galaffers Asyl zu erhalten.
Galaffer befindet sich im Krieg mit dem afrikanischen König Bremunt, der seine schöne Tochter Galie begehrt. Während Karl am Hofe des Königs eine höfische Erziehung genießt, wird er von Galie beobachtet, die von ihrem Vater in einem hoch gelegenen Saal vor der Öffentlichkeit verborgen gehalten wird. Beim Anblick Karls verliebt sich Galie in ihn und beschließt kurz darauf, zum Christentum überzutreten.
Karl wird indes zum Ritter ernannt und lernt Galie erst bei seiner Schwertleite kennen. Er wird ebenfalls von Minne ergriffen. Nachdem Karl den heidnischen Ritter Kaiphas, den Neffen Bremunts, im Zweikampf überwältigt, kommt es zur ersten heimlichen Begegnung zwischen Karl und Galie, die sich nun ihre Liebe zueinander gestehen können. Galie offenbart Karl bei diesem Gespräch, dass auch sie der Gesinnung nach Christin sei.
Nachdem Karl im abgeschiedenen Zweikampf den König Bremunt schlägt, zieht Galaffers zum Dank mit Karl gegen Hanfrat und Hoderich in den Kampf, um sein Königreich zurückzuerobern.
Hanfrat und Hoderich werden nach einer Fluchtaktion überwältigt und zum Tode verurteilt, Karl wird zum König gekrönt, Galaffers reist zurück in seine Heimat Toledo.
Als Pilger verkleidet reist ihm Karl gemeinsam mit David und dem Schenken Diederich nach, um Galie zu entführen, wie es zuvor seitens Karl ihr gegenüber zugesichert ward. Nach zahlreichen Hindernissen erreichen sie Toledo, es kommt zur Vereinigung des Liebespaares, welche ihren Ausdruck in einem Minneduett findet.
Nun verkleiden sich auch Galie und ihre engste Vertraute Florette als Pilger und reisen gemeinsam mit Karl, David und dem Schenken Diederich wieder zurück nach Paris. Auf dem Weg müssen sie viele Strapazen durchstehen: Der Ritter mit dem Speer befindet sich auf der Suche nach Âventiure und fordert Karl zum Zweikampf heraus, den der König für sich entscheiden kann. Galies gesundheitlicher Zustand verschlechtert sich und sie sind gezwungen, in der Stadt Oriette Unterkunft zu suchen, in der Galie vom heidnischen König Orias bedrängt und beinahe vergewaltigt wird. Die Schwester des Königs, Orie, bekennt sich ebenfalls zum christlichen Glauben und verhilft Karl und Galie zur Flucht nach Termes, der Festung eines mit Karl befreundeten Grafen. Nach einem ausführlichen Kampf mit Orias kann dieser schließlich von Karl im Zweikampf besiegt werden.
Nachdem Galie, Florette und Orie getauft sind, kommt es zur Vermählung zwischen Karl und Galie und lang andauernden Festlichkeiten.

### Teil II
Der zweite Teil umfasst rund 5.600 Verse und bildet eine Fortsetzung der in Teil I bearbeiteten Karlmainet-Sage.
Die Vertrauten des Königs, Ruhart, Fukart und Hertwich, sorgen dabei für eine Intrige am Hofe Karls, indem sie dem edlen Morant von Riviere eine Affäre mit der schönen Galie andichten. In Karl löst das Gerücht tiefe Verzweiflung und Misstrauen aus, er sieht sich durch die Vorwürfe gezwungen, einen Prozess gegen seinen Freund Morant und seine eigene Frau Galie anzuleiten. Dabei gibt sich Ruhart als Pilger aus, der auf einer Reise durch Toledo vernommen habe, Galaffer habe Morant eine beachtliche Belohnung und die Hand Galies versprochen, wenn dieser seine Tochter entführen und zurück zu ihrem Vater bringen würde. Letztendlich besiegelt jedoch ein Gottesurteil die Unschuld Morants. Es findet eine große Versöhnungsfeier statt, Ruhart und seine Mitverschwörer werden mit ihrem Tod dem Teufel überlassen.

### Teil III
Die dritte Branche schildert in 5400 Versen zahlreiche Ereignisse aus dem Leben Karls, beispielsweise die Feldzüge gegen die Sachsen, Bayern, Langobarden und Hunnen, die Befreiung des Papstes Leo III., die Krönung Karls zum Kaiser und seinen Zug gen Israel.

### Teil IV
Der rund 1350 Verse umfassende vierte Teil ist eine Bearbeitung der mittelniederländischen Versnovelle Karel ende Elegast.
Ein Engel offenbart Karl den göttlichen Auftrag, des Nachts auszureiten und stehlen zu gehen. Als Karl etwas verunsichert dieser Aufforderung nachgeht, trifft er im düsteren Wald auf den schwarzen Ritter Elegast, der einst aus Karls Königreich verbannt wurde und nun ein Dasein als Dieb fristet. Karl offenbart Elegast im Schutz der Nacht nicht seine wahre Identität, stattdessen verbünden sich die beiden Reiter und beschließen, Karls Schwager Eggeric zu bestehlen. Während des Diebstahls belauscht Elegast Eggeric heimlich beim Schmieden von Mordplänen, die Karl betreffen.
Als Elegast Karl davon in Kenntnis setzt, gelingt es dem König, Eggeric daraufhin eine Falle zu stellen. Es kommt zu einem gerichtlichen Zweikampf zwischen Elegast und dem Gefangenen, bei dem ein Gottesurteil die Schuld des Letzteren besiegelt und Elegast zu neuem Ansehen am Hofe Karls verhilft.

### Teil V
Diese Branche ist eine weitgehende Bearbeitung des Rolandslied-Stoffes und basiert vermutlich auf dem Rolandslied des Pfaffen Konrad. Markant an der rund 9.000 Verse umfassenden Branche ist der Einschub der sogenannten Ospinel-Episode. Der Ritter Ospinel fordert dabei am Feldlager Karls zum Kampfe heraus. Karls Neffe Roland und sein Freund Olivier streiten sich darüber, wer von beiden nun die Herausforderung annehmen darf. Karl fungiert hier als Streitschlichter zwischen den beiden übereifrigen Rittern.
Darüber hinaus gibt es noch weitere kleinere Erweiterungen, aber auch etliche Kürzungen des bekannten Rolandslied-Stoffes.

### Teil VI
Die letzte Branche beschließt die Karlssage mit einer Beschreibung von Karls Lebensabend und seinem Tod. Sie umfasst rund 550 Verse. Daran schließt ein eschatologischer Ausblick über die 15 Vorzeichen des Jüngsten Gerichts an, der in etwa 330 Versen abgehandelt wird.

## Leseprobe
Der Text der o. g. Handschrift ist im ripuarischen Raum verfasst worden und daher durch den zu dieser Zeit präsenten Dialekt geprägt.
Einen kleinen Eindruck davon vermittelt nachstehender Auszug aus dem Karl und Galie-Roman. Es handelt sich um die bereits angesprochene Liebesduettszene beim Wiedersehen von Karl und Galie.

„Nu horet, we sy sanck de gode

Mit hoger stymmen, mit godem mode

Sy sanck alsus schone:

'De vogel syngen ane swygen,

De blomen spryngen an sygen,

Dat en kan mich allet neit

Ervrouwen noch machen blyt

In myme hertzen enbynnen.

Worde ich gedroest van seinre mynnen,

So wolde ich der vogel sanck

Prysen ind der plomen planck.'

Nu hadde Karlle do alzo hant

Galien stymme balde erkant.

Do dachte hey nauwe zo der stunt,

We hey sich ere machde kunt.

Id quame eme zo wonsche wale.

Alda vur Galien sale

Neman en was do up dem hove.

Dat lovede Karlle mit groessem love.

Dyt was an eyner avent stunt,

Dat ys mir van den boechen kunt.

Als Karlle neman en vernam,

Vele waele yd eme do quam.

Doch sach hey up ind neder

Beyde vort ind weder.

Hey sach her ind dar.

Da hey nemantz en wart gewar,

So en bede hey neit langer seder,

Eyn leit sang hey Galien weder:

'Der vogel sanck, der plomen schyn

Wyl ich prysen in dem synne myn.

Der hertze leve soesse mynne

Haen ich horen syngen.

So we is mir ummer ergee,

Dyt haen ich doch zo vore,

Wyste mich hye de wal gedaen,

Sy soulde zo mir her sprechen gaen.'“

V. 8964–9001

## Ausgaben
Eine Ausgabe von Adelbert von Keller ist 1858 in der Bibliothek des Litterarischen Vereins in Stuttgart (Nr. 45) erschienen. Es ist die einzige moderne Ausgabe der Karlmeinet-Kompilation.
Den ersten Teil der Kompilation, die Geschichte von Karl und Galie, hat Dagmar Helm 1986 herausgegeben. Helm bezieht dabei auch fragmentarische Überlieferung ein, die Adelberg von Keller noch nicht kannte.
Von Theodor Frings und Elisabeth Linke wurde bereits einige Jahre vor Helms Arbeit der zweite Abschnitt, Morant und Galie, ediert. Beide Teile waren ursprünglich eigenständige Werke, bevor sie mit weiteren Texten in der Karlmeinet-Kompilation verbunden wurden.